# Bogomir Dobovišek
Bogomir Dobovišek, slovenski metalurg, * 25. februar 1922, Šmarje pri Jelšah, † 29. junij 1988, Ljubljana.

## Življenje in delo
Diplomiral je iz metalurgije na ljubljanski Tehniški fakulteti (1950) in prav tam tudi doktoriral (1956). Leta 1952 se je strokovno izpopolnjeval na Inštitutu za tehnologijo države Massachusetts in 1956 na Inštitutu Maxa Plancka v Düsseldorfu. Leta 1958 je bil izvoljen za docenta, 1964 za izrednega in 1968 za rednega profesorja metalurgije na ljubljanski Fakulteti za naravoslovje in tehnologijo (FNT); v letih 1981−1983 je bil tudi dekan FNT. V raziskovalnem delu se je sprva posvetil uvajanju diferenčne termične metode v študiju procesov v metalurgiji, nato pa teoriji metalurških procesov, predvsem termodinamiki faznih ravnotežij in faznih diagramov, termični analizi, sistematično opazoval strukturo in fizikalno kemijo staljenih žlinder ter termodinamiko in kinetiko fizikalnih in kemičnih procesov v metalurgiji. Sodeloval je z jugoslovanskimi raziskovalnimi ustanovami in metalurško industrijo ter Visoko tehniško šolo v Trondheimu ter tehniško univerzo v Clausthalu (Nemčija). Objavil je preko 100 znanstvenih razprav in strokovnih člankov, opravil vrsto raziskav in izdelal več elaboratov.